# Ernst Gustav Kraatz
Pour les articles homonymes, voir Kraatz.
Ernst Gustav Kraatz est un entomologiste prussien, né le 13 mars 1831 à Berlin et mort le 2 novembre 1909 dans cette même ville.
Il est professeur à l’université de Berlin et se consacre principalement à l’étude des coléoptères. Sa collection est conservée au sein de l'Institut entomologique allemand (DEI).

## Espèces décrites
- Protaetia (Netocia) cretica (sv)
- Protaetia (Netocia) fieberi

## Travaux
- Kraatz, G.: 1850, Ueber die europäischen Arten der Gattung Colon
- Kraatz, G.: 1852, Bemerkungen über Myrmecophilen
- Kraatz, G.: 1852, Revision der europäischen Arten der Gattung Catops
- Kraatz, G.: 1852, Nachtrag zur Monographie über die Gattung Colon
- Kraatz, G.: 1854. Zwei neue Colon
- Kraatz, G.: 1856, Nachträge zur Revision der Gattung Catops
- Kraatz, G.: (1856-1857), Naturgeschichte der Insecten Deutschlands
- Kraatz, G.: 1874, Beiträge zur Kenntnis der Cassida-Arten, namentlich auch einiger schwierigen. Berl. Entomol. Zeitschrift
- Kraatz, G.: 1874, Verzeichniss andalusischer Cassida-Arten. Berl. Entomol. Zeitschrift
- Kraatz, G.: 1874, Ueber russische Cassida-Arten. Trudy Russ. entomol. Obsc.
- Kraatz, G.: 1876, Ueber den clypeus der Necrophorus-Arten.
- Kraatz, G.: 1879, Neue Käfer vom Amur, Deutsch. Entomol. Zeitschr.
- Kraatz, G.: 1879, Die Cassiden von Ost-Sibirien und Japan. Deutsch. Entomol. Zeitschr.
- Kraatz, G.: 1884, Neue Käfer-Arten von Margellan (Turkestan). Deuts. ent. Z.